# Алонж
Алонжът е „част“ от процеса на джиросване на полицата, и представлява прикрепван към полицата допълнителен лист, върху който се поставя поръчителската гаранция.
За джирото се изисква писмена форма. То трябва да се запише на гърба на менителницата. Ако гърбът е малък то се записва на лист неподвижно закрепен за менителницата наречен алонж. Другото название на джирото индосамент, указва, че то трябва да е на гърба, но според Калайджиев може да е и на лицевата част. Според проф. Герджиков бланковото джиро винаги трябва да е на гърба или на алонжа.